# Морфологический каталог галактик
Морфологический каталог галактик (англ. The Morphological Catalogue of Galaxies или MCG) — каталог 30640 галактик, составленный Борисом Воронцовым-Вельяминовым и В. П. Архиповой в 1962—1974 гг. Он составлен по результатам внимательного изучения отпечатков фотопластин Паломарского обзора неба и включает галактики со склонениями от −45° до +90°, преимущественно до 15-й фотографической величины.
Большинство объектов каталога были также открыты впервые при составлении каталога. Известно несколько случаев, когда астрономы, например, Элинор Бербидж и Жерар Анри де Вокулёр, указывая те или иные галактики из данного каталога в своих работах, не использовали каталожное название, а придумывали собственные, как будто галактики ни в каком из каталогов нет. Это вызывало недовольство составителя каталога, Воронцова-Вельяминова.

## История
| Часть | Диапазон по склонениям | Количество объектов | Год выхода |
| ----- | ---------------------- | ------------------- | ---------- |
| I     | +90°…+45°              | 29003               | 1962       |
| II    | +45°…+15°              | 29003               | 1964       |
| III   | +15°…−9°               | 29003               | 1963       |
| IV    | −9°…−33°               | 29003               | 1968       |
| V     | −33°…−45°              | 1637                | 1974       |

В 1981 году была создана электронная версия каталога, в которую были внесены различные исправления, удалены 10 дублированных записей и добавлены 116 объектов.
Впоследствии был создан «Объединённый каталог галактик» (англ. Merged catalogue of galaxies), который основывался на Морфологическом каталоге галактик, но был дополнен информацией из таких каталогов, как UGC, каталог Цвикки и других. Полученный каталог состоял из 31917 записей.